# 2-溴咪唑
2-溴咪唑是一种有机溴化合物，化学式为C3H3BrN2。它可由咪唑和二乙酸碘苯、溴化钠在乙腈水溶液中反应，或和1-丁基-3-甲基吡啶鎓三溴化物在水中反应制得。它和2-(2-溴苯基)-4,5-二苯基咪唑、碳酸钾在碘化亚铜、邻菲啰啉催化下反应，可以得到2,3-二苯基二咪唑并[1,2-a:1',2'-c]喹唑啉。